# Scorpaena bergii
Scorpaena bergii — вид скорпеноподібних риб роду скорпена (Scorpaena) родини скорпенових (Scorpaenidae).

## Поширення
Вид зустрічається на заході Атлантичного океану біля берегів Америки, від Нью-Йорку до Гвіани.

## Опис
Риба дрібного розміру, завдовжки лише 10 см.

## Спосіб життя
Це морський, субтропічний, демерсальний вид, що мешкає на піщаному дні на глибині 75 м. Активний хижак, що живиться дрібною рибою та ракоподібними.